# Alexis Jandard
Alexis Jandard (Écully, 23 aprile 1997) è un tuffatore francese.

## Biografia
Ha fatto parte della spedizione francese ai Giochi olimpici giovanili di Nanchino 2014, dove si è classificato 12º nel trampolino, 9º nella piattaforma e 7º nella gara a squadre miste, in cui ha concorso con il malesiano Loh Zhiayi.
Ai Giochi europei di Baku 2015 ha guadagnato la medaglia di bronzo nella piattaforma 10 metri, concludendo alle spalle del britannico Matty Lee e del russo Nikita Šlejcher. Nel Trampolino 3 metri si è classificato 6º, mentre nel trampolino 1 metro è stato eliminato nel prelimonare con il 21º posto.
Ha esordito in una rassegna iridata ai mondiali di Kazan' 2015, in cui si è piazzato 39º nella piattaforma 10 metri.
Si è qualificato ai concorsi del trampolino 1 metro e 3 metri ai campionati europei di nuoto di Glasgow 2018. Nel trampolino 1 m ha terminato all'undicesimo posto in classifica nella gara dominata dal britannico Jack Laugher.
Alla Coppa del mondo di tuffi di Tokyo 2021 ha ottenuto la medaglia di bronzo nel trampolino 3 metri, terminando alle spalle del tedesco Martin Wolfram e del britannico James Heatly. Il risultato gli ha garantito la qualificazione ai Giochi olimpici organizzati dal Paese nipponico.
Ha rappresentato la Francia ai Giochi olimpici estivi di Tokyo 2020, dove è stato eliminato nella semifinale del concorso del trampolino 3 metri con il 16º posto in classifica. Nel 2024 vince la medaglia d'oro nel sincro 3 metri agli europei di Belgrado.

## Palmarès
- Mondiali

Budapest 2022: argento nella squadra mista.
Fukuoka 2023: bronzo nel sincro 3m.
- Europei

Belgrado 2024: oro nel sincro 3m.
- Giochi europei

Baku 2015: bronzo nella piattaforma 10 m.
Cracovia 2023: argento nel trampolino 1m, bronzo nel trampolino 3m e nel sincro 3m.